# Skoki narciarskie na zimowym olimpijskim festiwalu młodzieży Europy
Skoki narciarskie są w programie zimowego olimpijskiego festiwalu młodzieży Europy od 1999, czyli od imprezy rozegranej w słowackim Popradzie. Od początku rozgrywane są dwa konkursy mężczyzn na skoczni normalnej – indywidualny i drużynowy. W 2003 do programu dołączono także indywidualny konkurs kobiet na skoczni normalnej. W 2005, 2007 oraz 2019 skoki nie były rozgrywane w ramach festiwalu w ogóle.

## Medaliści

### Mężczyźni

#### Konkursy indywidualne
| Rok i miejsce    | K/HS        | Złoty medal          | Srebrny medal      | Brązowy medal          | Źródło |
| ---------------- | ----------- | -------------------- | ------------------ | ---------------------- | ------ |
| 1999, Poprad     | K-90        | Veli-Matti Lindström | Stefan Kaiser      | Akseli Lajunen         | [ 1 ]  |
| 2001, Vuokatti   | K-90        | Janne Happonen       | Maximilian Mechler | Akseli Kokkonen        | [ 2 ]  |
| 2003, Bled       | K-90        | Jon Aaraas           | Zvonko Kordež      | Rok Benkovič           | [ 3 ]  |
| 2009, Szczyrk    | K-95/HS-106 | Peter Prevc          | Władimir Zografski | Adrian Schuler         | [ 4 ]  |
| 2011, Liberec    | K-90/HS-100 | Jarkko Määttä        | Ulrich Wohlgenannt | Mats Søhagen Berggaard | [ 5 ]  |
| 2013, Râșnov     | K-90/HS-100 | Cene Prevc           | Anže Lanišek       | Thomas Hofer           | [ 6 ]  |
| 2015, Tschagguns | K-97/HS-108 | Niko Kytösaho        | Domen Prevc        | Dawid Jarząbek         | [ 7 ]  |
| 2017, Erzurum    | K-95/HS-109 | Timi Zajc            | Jonathan Learoyd   | Mathis Contamine       | [ 8 ]  |
| 2022, Lahti      | K-90/HS-100 | Jonas Schuster       | Jan Habdas         | Ben Bayer              | [ 9 ]  |
| 2023, Planica    | K-95/HS-102 | Stephan Embacher     | Klemens Joniak     | Wiktor Szozda          | [ 10 ] |

#### Konkursy drużynowe
| Rok i miejsce    | K/HS        | Złoty medal                                                                   | Srebrny medal                                                             | Brązowy medal                                                                             | Źródło |
| ---------------- | ----------- | ----------------------------------------------------------------------------- | ------------------------------------------------------------------------- | ----------------------------------------------------------------------------------------- | ------ |
| 1999, Poprad     | K-90        | Austria Stefan Kaiser Martin Koch Florian Liegl                               | Finlandia Kimmo Yliriesto Akseli Lajunen Veli-Matti Lindström             | Słowenia Blaž Bilban Gašper Čavlovič Primož Urh-Zupan                                     | [ 11 ] |
| 2001, Vuokatti   | K-90        | Finlandia Akseli Kokkonen Janne Happonen Kalle Keituri                        | Austria Stefan Thurnbichler Manuel Fettner Balthasar Schneider            | Francja Maxime Laheurte Vincent Descombes Sevoie David Lazzaroni                          | [ 2 ]  |
| 2003, Bled       | K-90        | Słowenia Rok Benkovič Zvonko Kordež Jaka Oblak                                | Norwegia Terje Hilde Morten Gjesvold Roang Jon Aaraas                     | Austria Nicolas Fettner Gerald Wambacher Roland Müller                                    | [ 3 ]  |
| 2009, Szczyrk    | K-95/HS-106 | Słowenia Jaka Hvala Luka Leban Rok Justin Peter Prevc                         | Austria Thomas Lackner Markus Schiffner Lukas Dilitz Thomas Diethart      | Szwajcaria Vital Anken Pascal Egloff Pascal Kälin Adrian Schuler                          | [ 4 ]  |
| 2011, Liberec    | K-90/HS-100 | Polska Krzysztof Biegun Mateusz Kojzar Aleksander Zniszczoł Klemens Murańka   | Finlandia Miika Ylipulli Miika Taskinen Juho Ojala Jarkko Määttä          | Niemcy Michael Herrmann Ludwig Pohle Michael Zachrau Florian Menz                         | [ 12 ] |
| 2013, Râșnov     | K-90/HS-100 | Słowenia Nejc Seretinek Florjan Jelovčan Cene Prevc Anže Lanišek              | Niemcy Paul Winter Julian Hahn Thomas Dufter Sebastian Bradatsch          | Austria Maximilian Steiner Mario Mendel Simon Greiderer Thomas Hofer                      | [ 13 ] |
| 2015, Tschagguns | K-97/HS-108 | Słowenia Domen Prevc Tine Bogataj Urban Rogelj Bor Pavlovčič                  | Finlandia Niko Kytösaho Andreas Alamommo Joni Markkanen Niko Löytäinen    | Austria Clemens Leitner Maximilian Schmalnauer Michael Falkensteiner Julian Wienerroither | [ 14 ] |
| 2017, Erzurum    | K-95/HS-109 | Słowenia Lovro Vodušek Bernard Dobre Tomi Jovan Timi Zajc                     | Francja Mathis Contamine Romane Dieu Alessandro Batby Jonathan Learoyd    | Rosja Aleksandr Łoginow Artiom Judin Ilja Baskakow Aleksandr Marczukow                    | [ 8 ]  |
| 2022, Lahti      | K-90/HS-100 | Austria Louis Obersteiner André Fussenegger Raffael Zimmermann Jonas Schuster | Polska Tymoteusz Amilkiewicz Klemens Joniak Marcin Wróbel Jan Habdas      | Niemcy Adrian Tittel Jannik Faißt Simon Steinbeißer Ben Bayer                             | [ 9 ]  |
| 2023, Planica    | K-95/HS-102 | Austria Johannes Pölz Simon Steinberger Jakob Steinberger Stephan Embacher    | Polska Tymoteusz Amilkiewicz Klemens Staszel Wiktor Szozda Klemens Joniak | Niemcy Lukas Nellenschulte Lasse Deimel Alex Reiter Julian Fussi                          | [ 10 ] |

### Kobiety

#### Konkursy indywidualne
| Rok i miejsce    | K/HS        | Złoty medal      | Srebrny medal     | Brązowy medal              | Źródło |
| ---------------- | ----------- | ---------------- | ----------------- | -------------------------- | ------ |
| 2001, Vuokatti   | K-90        | Daniela Iraschko | Helena Olsson     | Anette Sagen               | [ 2 ]  |
| 2003, Bled       | K-90        | Anette Sagen     | Ulrike Gräßler    | Katrin Stefaner            | [ 3 ]  |
| 2013, Râșnov     | K-64/HS-71  | Anna Rupprecht   | Sonja Schoitsch   | Lena Selbach               | [ 15 ] |
| 2015, Tschagguns | K-60/HS-66  | Sofja Tichonowa  | Henriette Kraus   | Luisa Görlich Agnes Reisch | [ 16 ] |
| 2017, Erzurum    | K-95/HS-109 | Romane Dieu      | Nika Križnar      | Katra Komar                | [ 8 ]  |
| 2022, Lahti      | K-90/HS-100 | Nika Prevc       | Nora Midtsundstad | Sina Arnet                 | [ 9 ]  |
| 2023, Planica    | K-95/HS-102 | Nika Prevc       | Sina Arnet        | Anežka Indráčková          | [ 10 ] |

#### Konkursy drużynowe
| Rok i miejsce | K/HS        | Złoty medal                                                                      | Srebrny medal                                                       | Brązowy medal                                                                  | Źródło |
| ------------- | ----------- | -------------------------------------------------------------------------------- | ------------------------------------------------------------------- | ------------------------------------------------------------------------------ | ------ |
| 2013, Râșnov  | K-64/HS-71  | Czechy Karolína Indráčková Michaela Rajnochová Natálie Dejmková Barbora Blažková | Niemcy Celina Dollberg Carina Wursthorn Lena Selbach Anna Rupprecht | Rosja Alina Bobrakowa Ajsyłu Fachiertdinowa Alona Sutiagina Kristina Zachirowa | [ 17 ] |
| 2023, Planica | K-95/HS-102 | Słowenia Tinkara Komar Katarina Pirnovar Taja Bodlaj Nika Prevc                  | Włochy Giada Delugan Greta Pinzani Martina Zanitzer Noelia Vuerich  | Niemcy Selina Kölle Nadine Färber Christina Feicht Joanna Eberle               | [ 10 ] |

### Rywalizacja mieszana

#### Konkursy drużynowe
| Rok i miejsce    | K/HS        | Złoty medal                                                          | Srebrny medal                                                              | Brązowy medal                                                                 | Źródło |
| ---------------- | ----------- | -------------------------------------------------------------------- | -------------------------------------------------------------------------- | ----------------------------------------------------------------------------- | ------ |
| 2013, Râșnov     | K-64/HS-71  | Niemcy Lena Selbach Anna Rupprecht Thomas Dufter Sebastian Bradatsch | Słowenia Anja Javoršek Julija Sršen Cene Prevc Anže Lanišek                | Austria Elisabeth Raudaschl Sonja Schoitsch Maximilian Steiner Thomas Hofer   | [ 18 ] |
| 2015, Tschagguns | K-60/HS-66  | Niemcy Agnes Reisch Henriette Kraus Axel Mayländer Jonathan Siegel   | Rosja Sofja Tichonowa Marija Jakowlewa Kiriłł Kotik Maksim Siergiejew      | Czechy Zdena Pešatová Jana Mrákotová František Holík Robert Szymeczek         | [ 19 ] |
| 2017, Erzurum    | K-95/HS-109 | Słowenia Nika Križnar Tomi Jovan Katra Komar Timi Zajc               | Francja Marine Bressand Mathis Contamine Romane Dieu Jonathan Learoyd      | Rosja Lidija Jakowlewa Ilja Baskakow Aleksandra Barancewa Aleksandr Marczukow | [ 8 ]  |
| 2022, Lahti      | K-90/HS-100 | Słowenia Tinkara Komar Gorazd Završnik Nika Prevc Maksim Bartolj     | Austria Julia Mühlbacher Louis Obersteiner Sophie Kothbauer Jonas Schuster | Szwajcaria Sina Arnet Yanick Wasser Emely Torazza Lean Niederberger           | [ 9 ]  |
| 2023, Planica    | K-95/HS-102 | Słowenia Tinkara Komar Nik Heberle Nika Prevc Luka Filip             | Polska Natalia Słowik Wiktor Szozda Pola Bełtowska Klemens Joniak          | Niemcy Selina Kölle Lasse Deimel Joanna Eberle Alex Reiter                    | [ 10 ] |

## Klasyfikacja medalowa
| Miejsce | Państwo    | Złoto | Srebro | Brąz | Razem |
| ------- | ---------- | ----- | ------ | ---- | ----- |
| 1.      | Słowenia   | 14    | 5      | 3    | 22    |
| 2.      | Finlandia  | 5     | 3      | 2    | 9     |
| 3.      | Austria    | 6     | 6      | 6    | 18    |
| 4.      | Niemcy     | 3     | 5      | 9    | 17    |
| 5.      | Norwegia   | 2     | 2      | 2    | 6     |
| 6.      | Francja    | 1     | 3      | 2    | 6     |
| 7.      | Polska     | 1     | 5      | 2    | 8     |
| 8.      | Rosja      | 1     | 1      | 3    | 5     |
| 9.      | Czechy     | 1     | 0      | 2    | 3     |
| 10.     | Bułgaria   | 0     | 1      | 0    | 1     |
| 10.     | Szwecja    | 0     | 1      | 0    | 1     |
| 10.     | Włochy     | 0     | 1      | 0    | 1     |
| 13.     | Szwajcaria | 0     | 1      | 4    | 5     |